# DFS 194
El DFS 194 fue un avión experimental propulsado por un motor cohete diseñado por Alexander Lippisch en el Deutsche Forschungsanstalt für Segelflug (DFS), "Instituto Alemán para el Vuelo a Vela”.

## Diseño y desarrollo
El DFS 194 estaba basado en los diseños de aviones sin cola y ala delta de Alexander Lippisch. Su primera configuración pudo haber sido la de un aparato sin cola similar al DFS 40, propulsado por un motor de pistón que accionaba una hélice impulsora. La célula fue completada en marzo de 1938.
Los trabajos de Lippisch atrajeron la atención del Reichsluftfahrtministerium RLM, donde creían que dicha configuración era la más adecuada para un caza propulsado por motor cohete. El 2 de enero de 1939, Lippisch y su equipo fueron transferidos a la compañía Messerschmitt para comenzar los trabajos de diseño de un aparato que sería denominado “Proyecto X”. El DFS-194 fue modificado para alojar un motor cohete Walter R I-203 diseñado por Hellmuth Walter y, en octubre, la aeronave estaba realizando pruebas de motor en Peenemünde.
A las pruebas de planta motriz le siguieron las de vuelo planeado a comienzos de 1940, seguidos por los primeros vuelos propulsados en agosto pilotados por Heini Dittmar.
Los vuelos de ensayo fueron según lo planeado, alcanzando 550 km/h y mejorando la plusmarca de velocidad empleando dicho tipo de planta propulsora que ostentaba el Heinkel He 176.
El aparato exhibió unas excelentes cualidades de vuelo y pilotaje, demostrando ser seguro de volar a casi el doble de la velocidad prevista. Dichos resultados allanaron el camino para que se diese luz verde a la siguiente fase del proyecto que había recibido la calificación de prioritario por parte del RLM. Un año más tarde, en 1941, voló un diseño más refinado aerodinámicamente, pero basado en las líneas generales del concepto, denominado Messerschmitt Me 163.

## Especificaciones

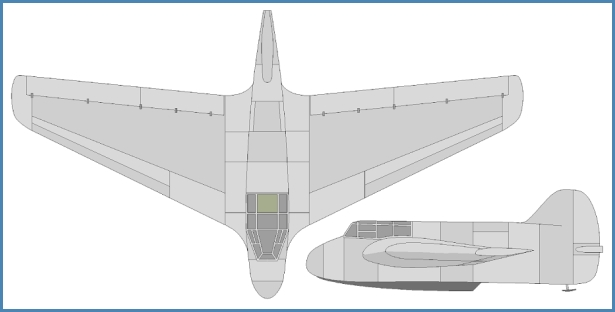
DFS 194

Referencia datos: DFS 194

### Características generales
- Tripulación: 1
- Longitud: 6,4 m
- Envergadura: 10,4 m
- Altura: 2,13 m
- Superficie alar: 18 m²
- Peso cargado: 2100 kg
- Planta motriz: 1× Motor cohete Walter R I-203 .

### Rendimiento
- Velocidad máxima operativa (Vno): 550 km/h durante las pruebas
- Régimen de ascenso: 1615 m/min
- Carga alar: 117 kg/m²

### Armamento
- Armas de proyectiles: Ninguno

### Desarrollos relacionados
- DFS-39
- Messerschmitt Me 163
- Messerschmitt Me 263
- Mitsubishi J8M
- Mikoyan-Gurevich I-270

### Aeronaves similares
- Bereznyak-Isayev BI-1
- Bachem Ba 349
- Focke-Wulf Volksjäger
- Junkers Ju 248
- Mikoyan-Gurevich I-270

### Secuencias de designación
- Sistema de designación aeronaves del RLM: ← Fw 191 · Ao 192 · DFS 193 · DFS 194 · Ar 195 · Ar 196 · Ar 197 →

### Listas relacionadas
- Anexo:Cazas de la Segunda Guerra Mundial
- Anexo:Aeronaves militares de Alemania en la Segunda Guerra Mundial